# Leichtathletik-Weltmeisterschaften 2022/110 m Hürden der Männer

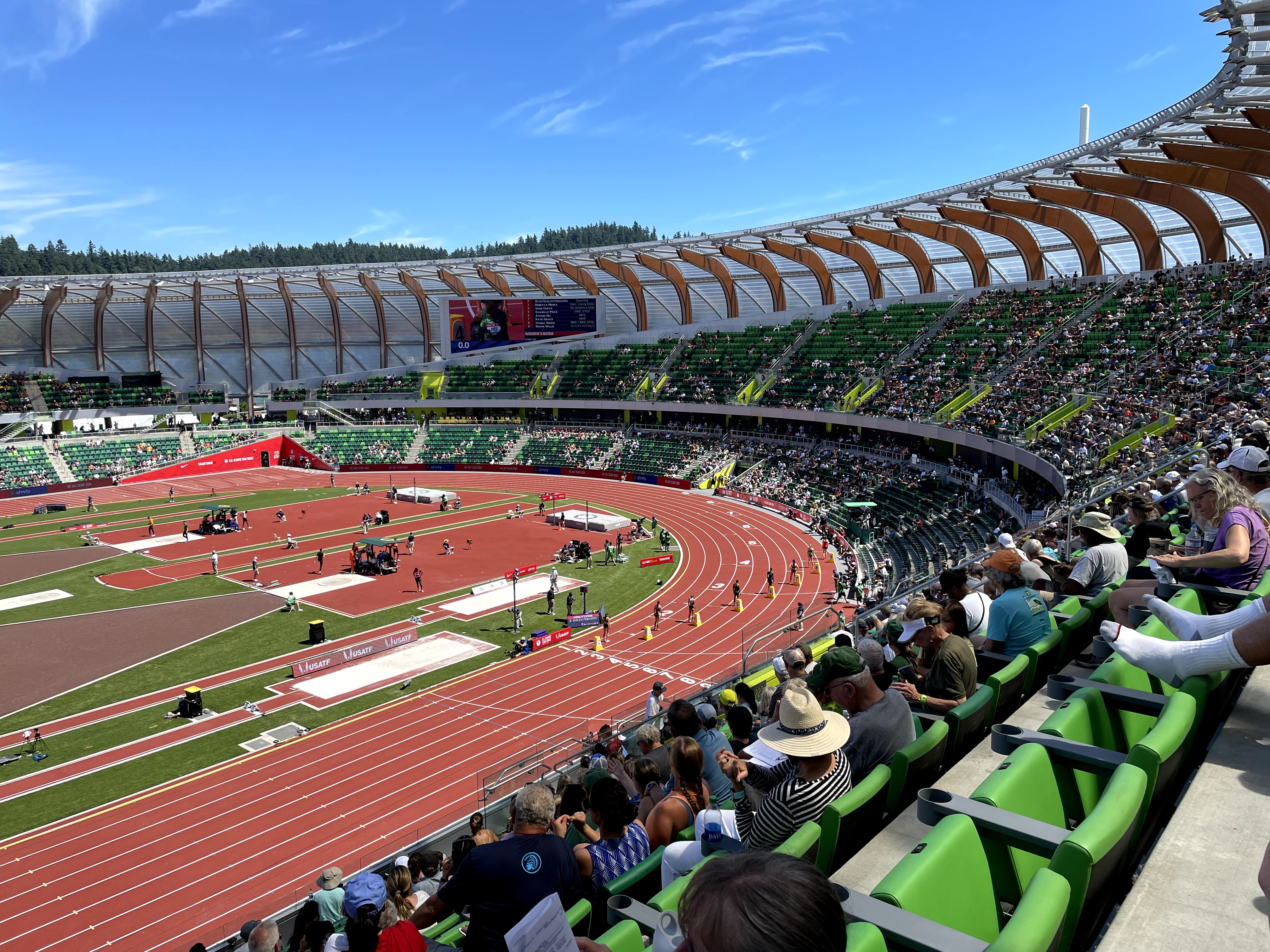
Das Stadion New Hayward Field im Jahr 2021

Der 110-Meter-Hürdenlauf der Männer bei den Leichtathletik-Weltmeisterschaften 2022 wurde am 16. und 17. Juli 2022 im Hayward Field der Stadt Eugene in den Vereinigten Staaten ausgetragen.
Das US-amerikanische Team kam zu einem Doppelerfolg Weltmeister wurde Grant Holloway vor Trey Cunningham. Bronze gewann der Spanier Asier Martínez.

## Rekorde

### Bestehende Rekorde
| Weltrekord               | Aries Merritt | 12,80 s | Memorial Van Damme, Brüssel, Belgien | 7. September 2012 |
| Weltmeisterschaftsrekord | Colin Jackson | 12,91 s | WM Stuttgart, Deutschland            | 20. August 1993   |

Der bestehende WM-Rekord wurde bei diesen Weltmeisterschaften nicht erreicht. Die schnellste Zeit erzielte der spätere Weltmeister Grant Holloway aus den Vereinigten Staaten mit 13,01 s im ersten Halbfinale bei einem Gegenwind von 0,6 m/s. Damit blieb er genau eine Zehntelsekunde über dem Rekord. Zum Weltrekord fehlten ihm 21 Hundertstelsekunden.

### Rekordverbesserung
Es wurde ein neuer Landesrekord aufgestellt:

13,37 s – Amine Bouanani (Algerien), erstes Halbfinale am 17. Juli bei einem Gegenwind von 0,6 m/s

## Vorrunde
16. Juli 2022
Die Vorrunde wurde in fünf Läufen durchgeführt. Die ersten vier Wettbewerber pro Lauf – hellblau unterlegt – sowie die darüber hinaus vier zeitschnellsten Teilnehmer – hellgrün unterlegt – qualifizierten sich für das Halbfinale.

### Vorlauf 1

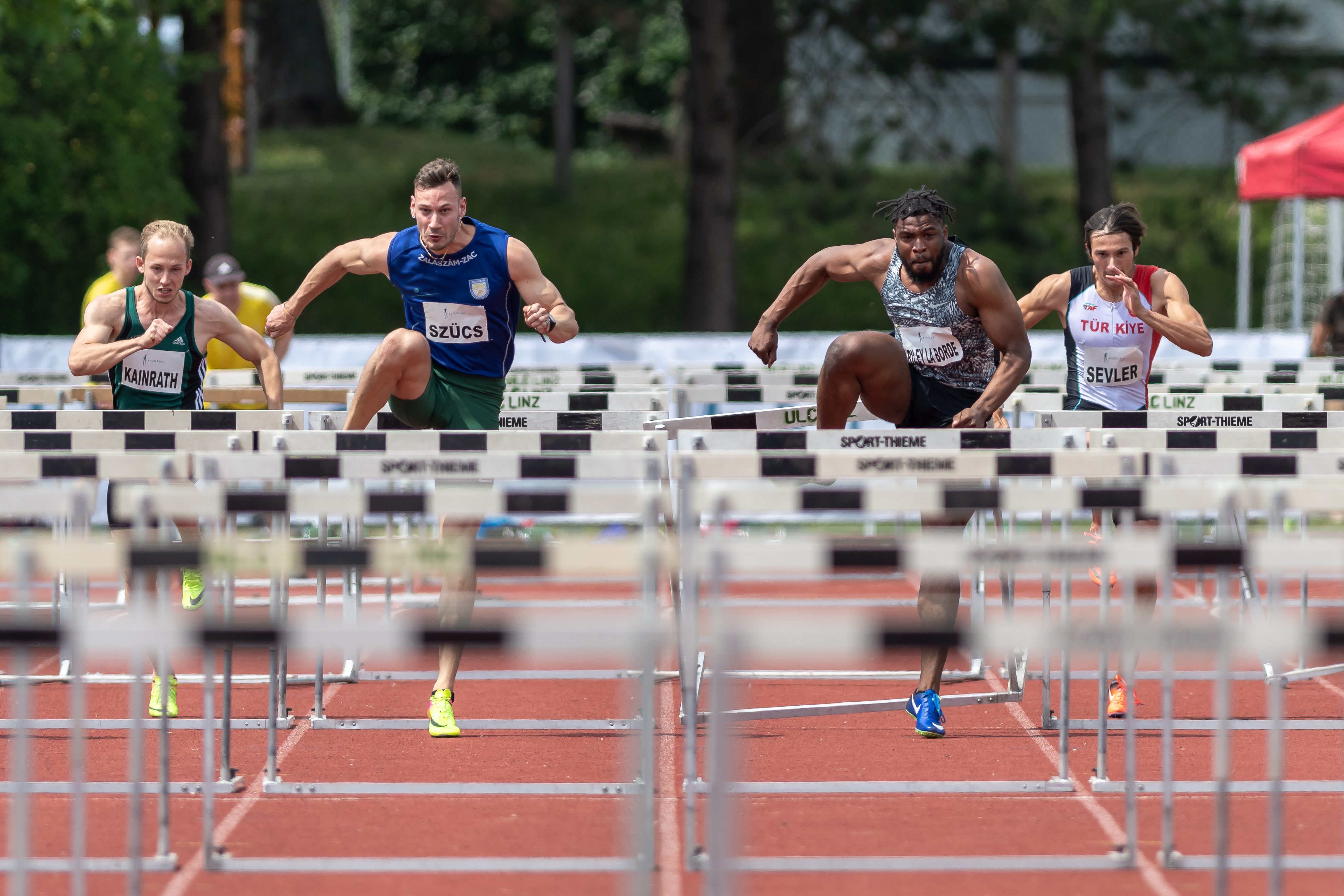
Mikdat Sevler (ganz rechts) – ausgeschieden als Sechster des ersten Vorlaufs
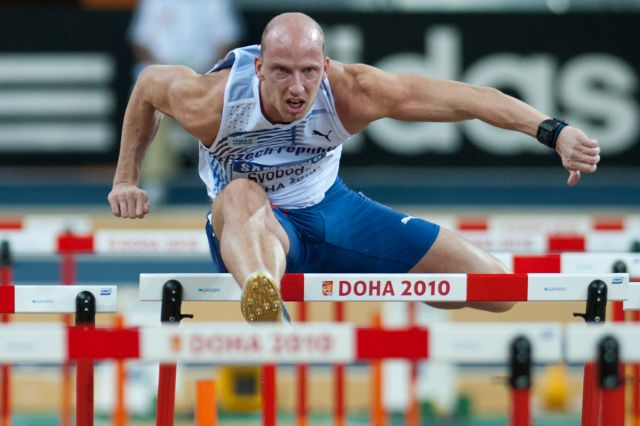
Petr Svoboda – ausgeschieden als Siebter des ersten Vorlaufs

16. Juli 2022, 11:25 Uhr Ortszeit (20:25 Uhr MESZ)

Wind: −0,5 m/s
| Platz | Name                    | Nation         | Zeit (s) |
| ----- | ----------------------- | -------------- | -------- |
| 1     | Trey Cunningham         | USA            | 13,28    |
| 2     | Rasheed Broadbell       | Jamaika        | 13,36    |
| 3     | Andrew Pozzi            | Großbritannien | 13,45    |
| 4     | Jason Joseph            | Schweiz        | 13,49    |
| 5     | Pascal Martinot-Lagarde | Frankreich     | 13,49    |
| 6     | Mikdat Sevler           | Türkei         | 13,61    |
| 7     | Petr Svoboda            | Tschechien     | 13,65    |
| 8     | Jérémie Lararaudeuse    | Mauritius      | 14,19    |

### Vorlauf 2

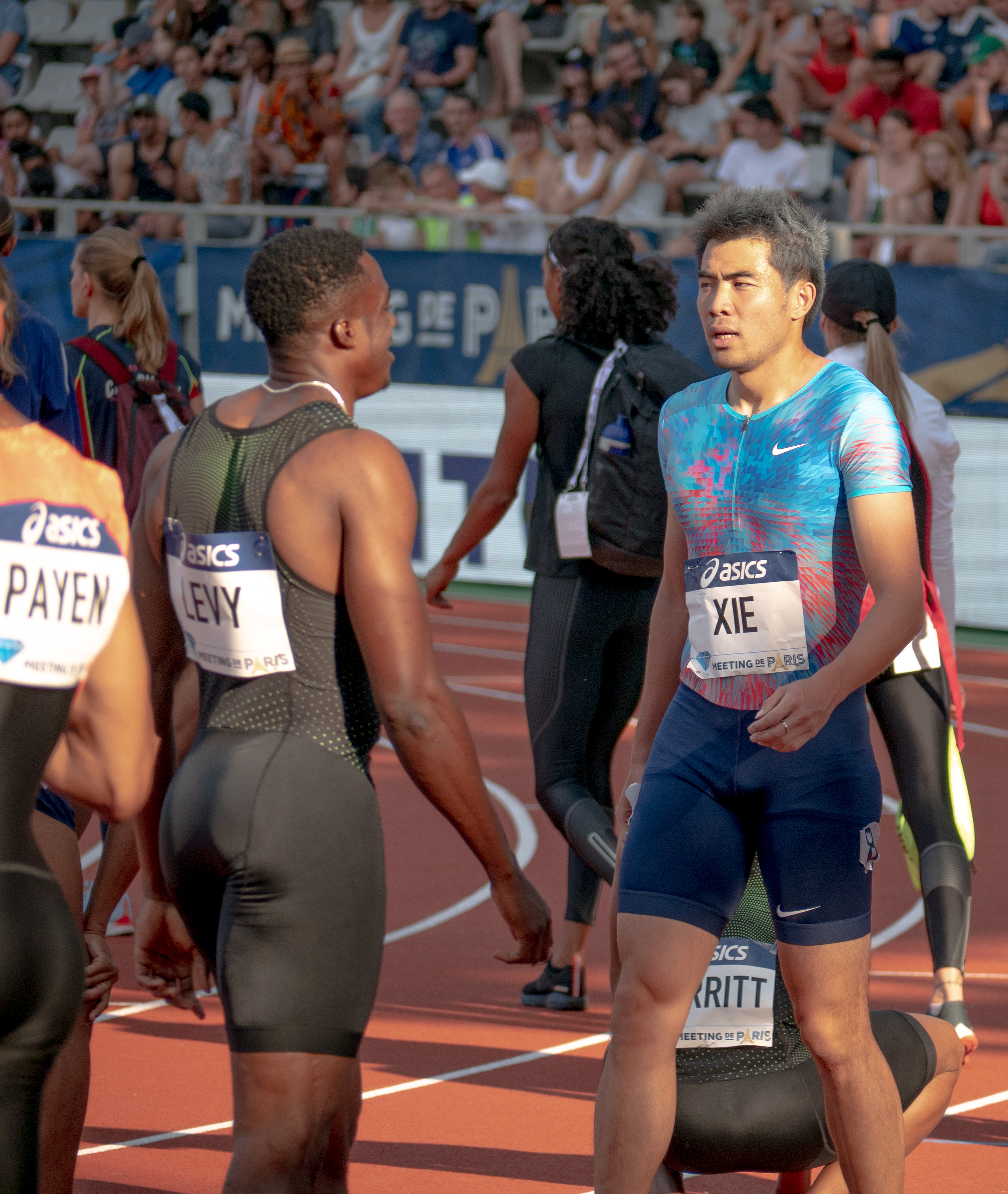
Xie Wenjun (rechts) – ausgeschieden als Sechster des zweiten Vorlaufs
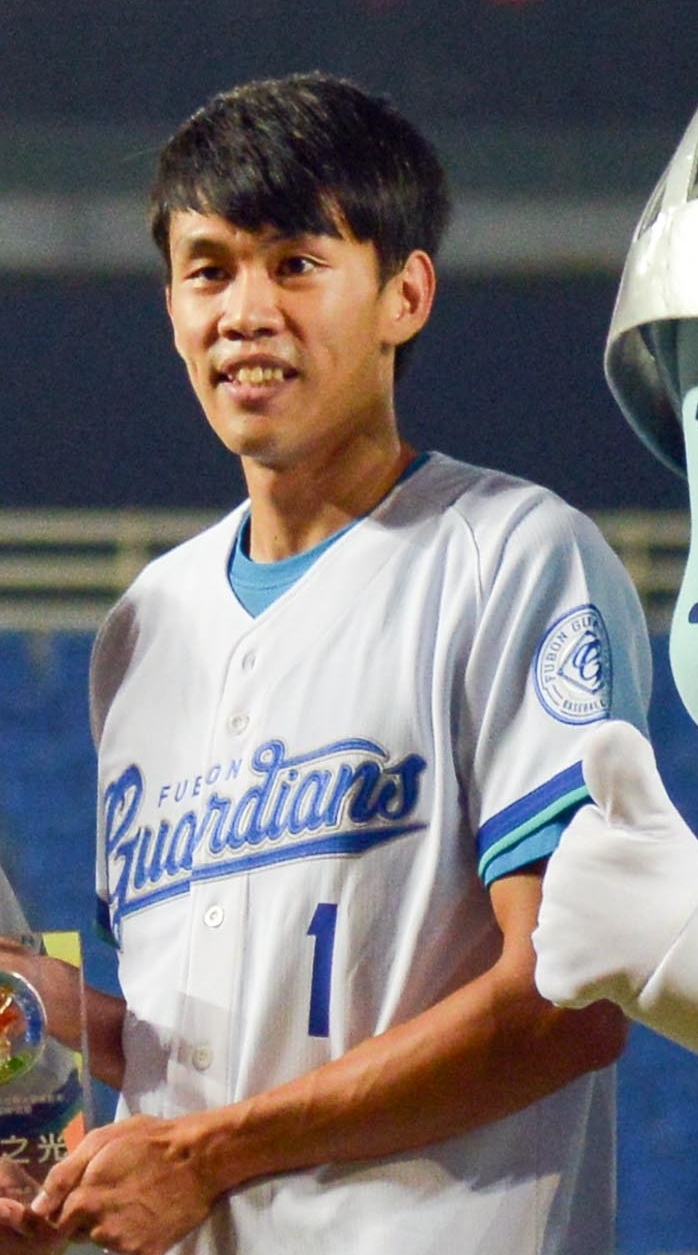
Chen Kuei-ru – ausgeschieden als Achter des zweiten Vorlaufs

16. Juli 2022, 11:32 Uhr Ortszeit (20:32 Uhr MESZ)

Wind: +0,4 m/s
| Platz | Name                 | Nation              | Zeit (s) |
| ----- | -------------------- | ------------------- | -------- |
| 1     | Grant Holloway       | USA                 | 13,14    |
| 2     | Damian Czykier       | Polen               | 13,37    |
| 3     | Joshua Zeller        | Großbritannien      | 13,41    |
| 4     | Eduardo Rodrigues    | Brasilien           | 13,46    |
| 5     | Nicholas Hough       | Australien          | 13,51    |
| 6     | Xie Wenjun           | Volksrepublik China | 13,58    |
| 7     | Louis François Mendy | Senegal             | 13,70    |
| 8     | Chen Kuei-ru         | Chinesisch Taipeh   | 13,82    |

### Vorlauf 3

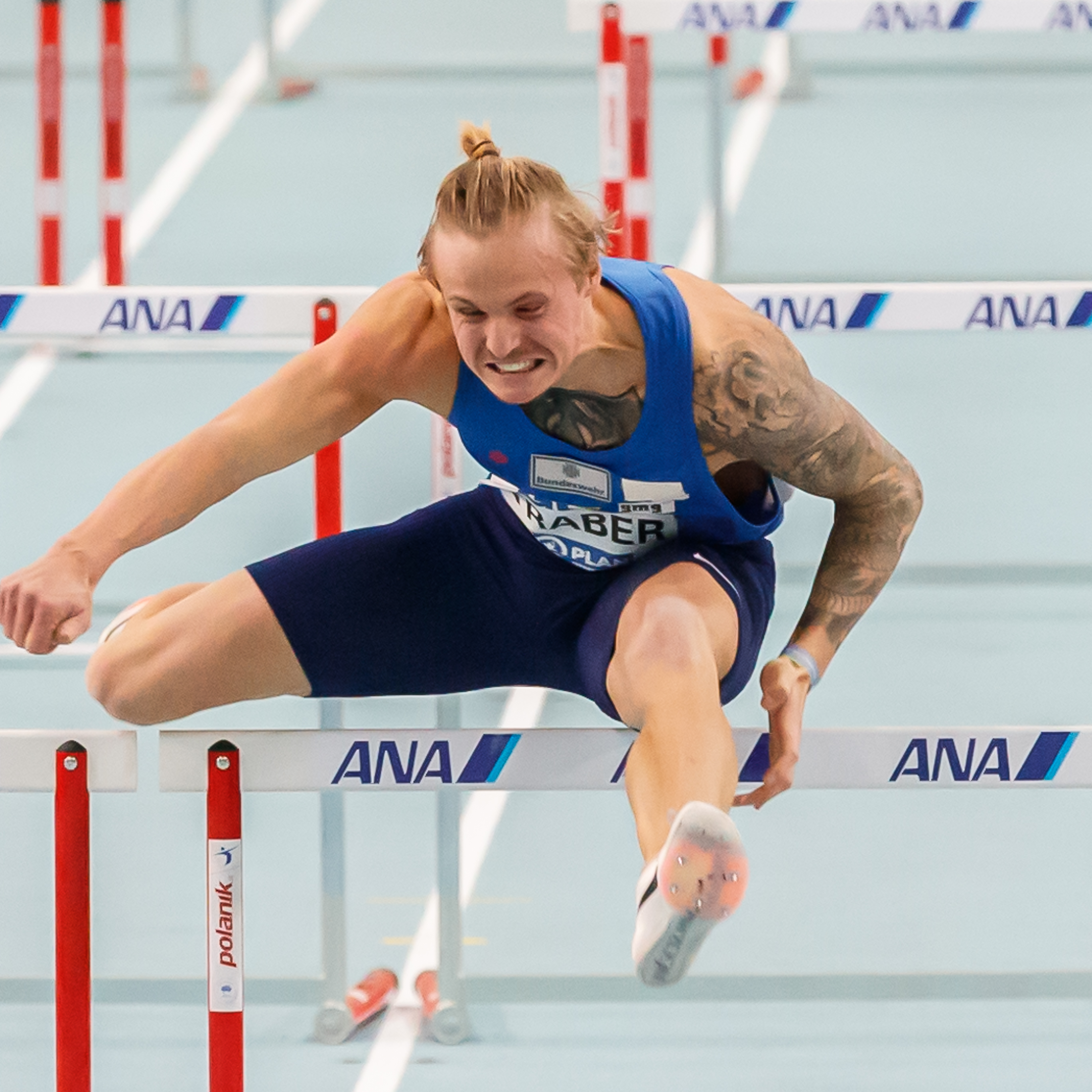
Gregor Traber – ausgeschieden als Siebter des dritten Vorlaufs

16. Juli 2022, 11:39 Uhr Ortszeit (20:39 Uhr MESZ)

Wind: −0,3 m/s
| Platz | Name            | Nation         | Zeit (s)                                         |
| ----- | --------------- | -------------- | ------------------------------------------------ |
| 1     | Asier Martínez  | Spanien        | 13,37                                            |
| 2     | Amine Bouanani  | Algerien       | 13,44                                            |
| 3     | Sasha Zhoya     | Frankreich     | 13,48                                            |
| 4     | Shuhei Ishikawa | Japan          | 13,53                                            |
| 5     | Orlando Bennett | Jamaika        | 13,55                                            |
| 6     | Rasheem Brown   | Cayman Islands | 13,78                                            |
| 7     | Gregor Traber   | Deutschland    | 13,81                                            |
| DSQ   | Daniel Roberts  | USA            | IWR 168, TR22.6.2 – Regelwidriges Hürdenumstoßen |

### Vorlauf 4

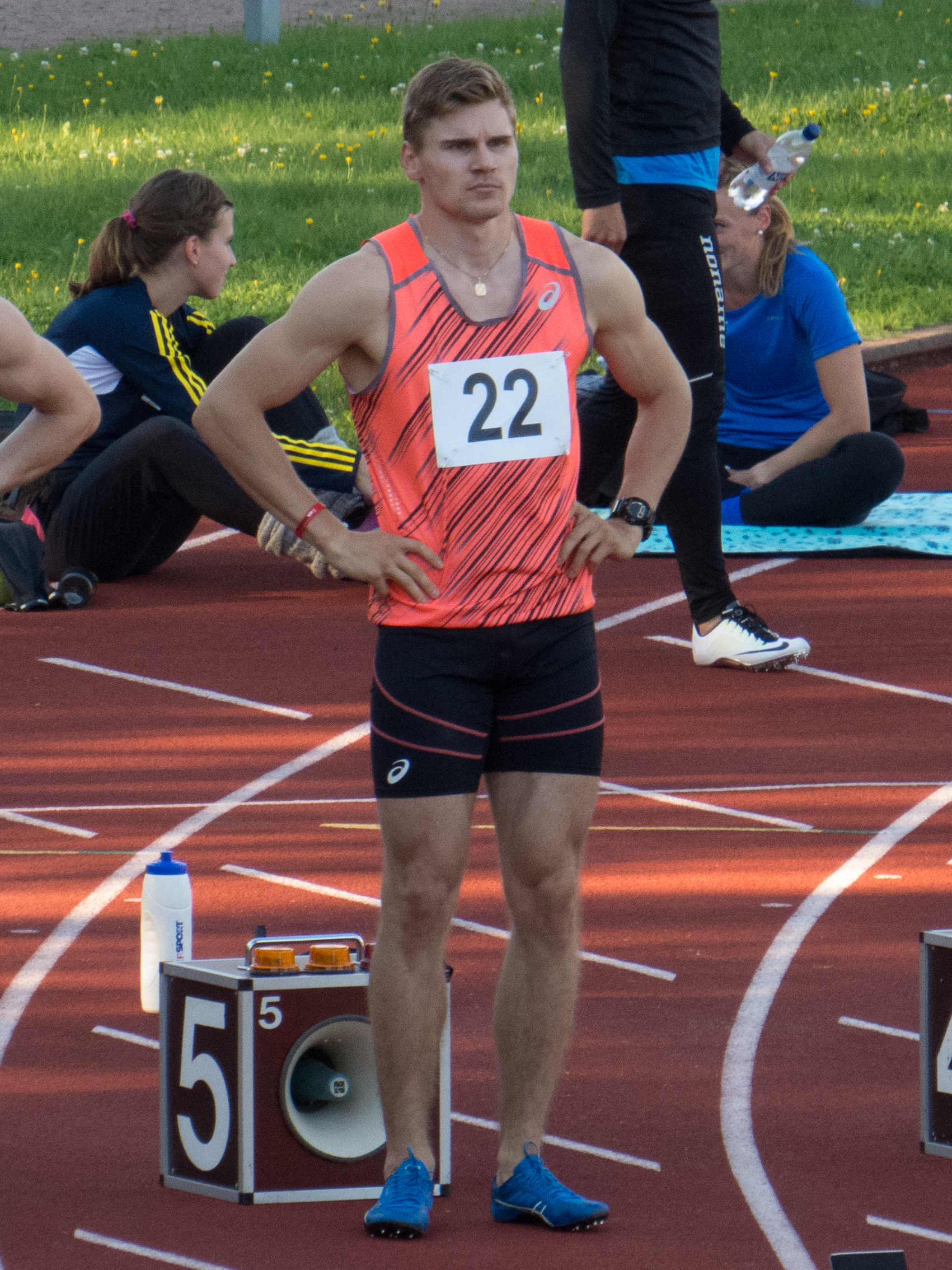
Elmo Lakka – ausgeschieden als Siebter des vierten Vorlaufs

16. Juli 2022, 11:46 Uhr Ortszeit (20:46 Uhr MESZ)

Wind: +0,2 m/s
| Platz | Name              | Nation     | Zeit (s) |
| ----- | ----------------- | ---------- | -------- |
| 1     | Hansle Parchment  | Jamaika    | 13,17    |
| 2     | Rafael Pereira    | Brasilien  | 13,23    |
| 3     | Just Kwaou-Mathey | Frankreich | 13,32    |
| 4     | Shane Brathwaite  | Barbados   | 13,47    |
| 5     | Enrique Llopis    | Spanien    | 13,58    |
| 6     | Rachid Muratake   | Japan      | 13,73    |
| 7     | Elmo Lakka        | Finnland   | 13,91    |
| 8     | Chris Douglas     | Australien | 13,95    |

### Vorlauf 5

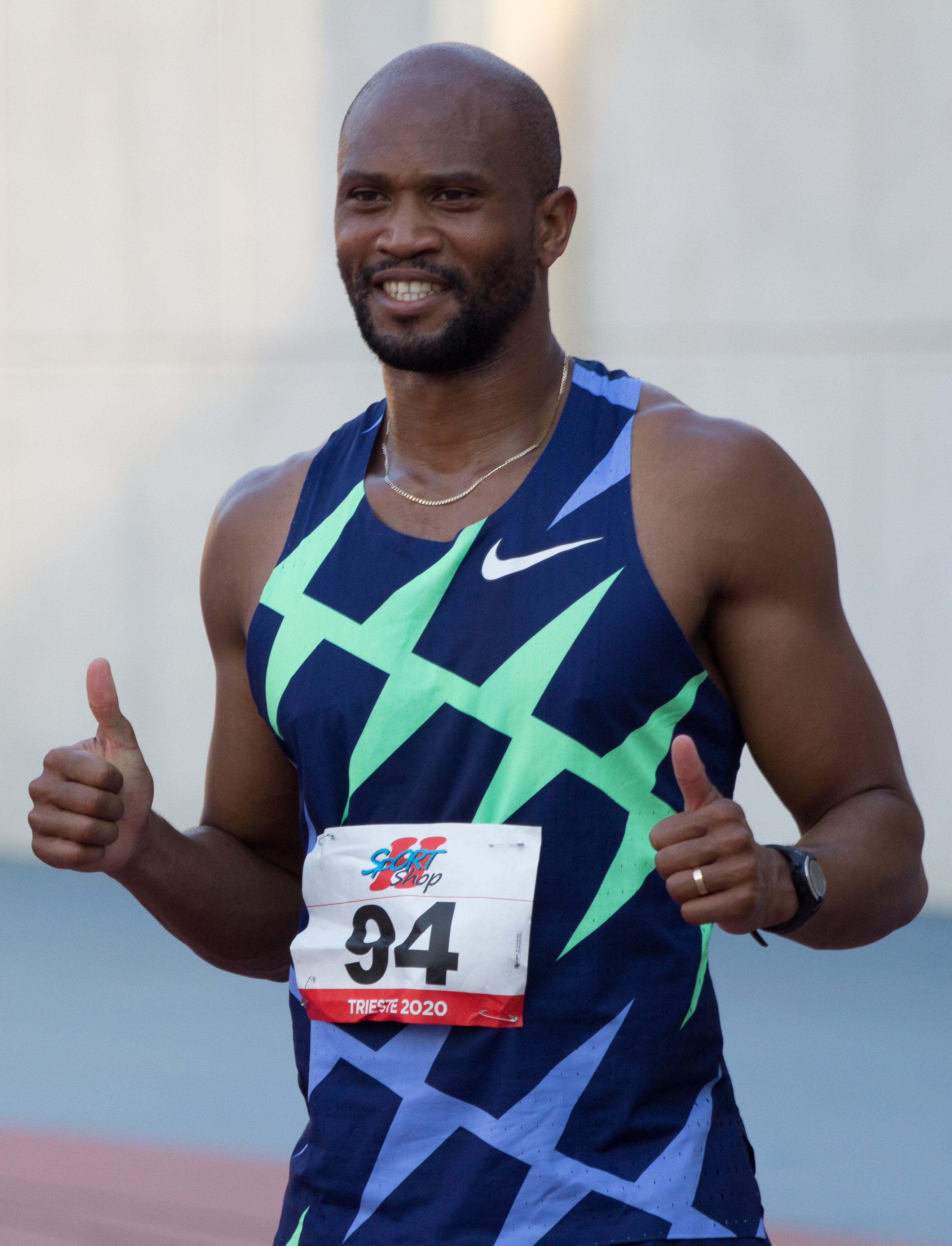
Antonio Alkana – ausgeschieden als Fünfter des fünften Vorlaufs

16. Juli 2022, 11:53 Uhr Ortszeit (20:53 Uhr MESZ)

Wind: +0,4 m/s
| Platz | Name                | Nation         | Zeit (s)                                         |
| ----- | ------------------- | -------------- | ------------------------------------------------ |
| 1     | Devon Allen         | USA            | 13,47                                            |
| 2     | Milan Traikovits    | Zypern         | 13,52                                            |
| 3     | Shunsuke Izumiya    | Japan          | 13,56                                            |
| 4     | David King          | Großbritannien | 13,57                                            |
| 5     | Antonio Alkana      | Südafrika      | 13,64                                            |
| 6     | Wellington Zaza     | Liberia        | 13,81                                            |
| 7     | Richard Diawara     | Mali           | 14,35                                            |
| DSQ   | Gabriel Constantino | Brasilien      | IWR 168, TR22.6.2 – Regelwidriges Hürdenumstoßen |

## Halbfinale
17. Juli 2022
Aus den drei Halbfinalläufen qualifizierten sich die jeweils ersten beiden Athleten – hellblau unterlegt – sowie die darüber hinaus zwei zeitschnellsten Läufer – hellgrün unterlegt – für das Finale.

### Halbfinallauf 1

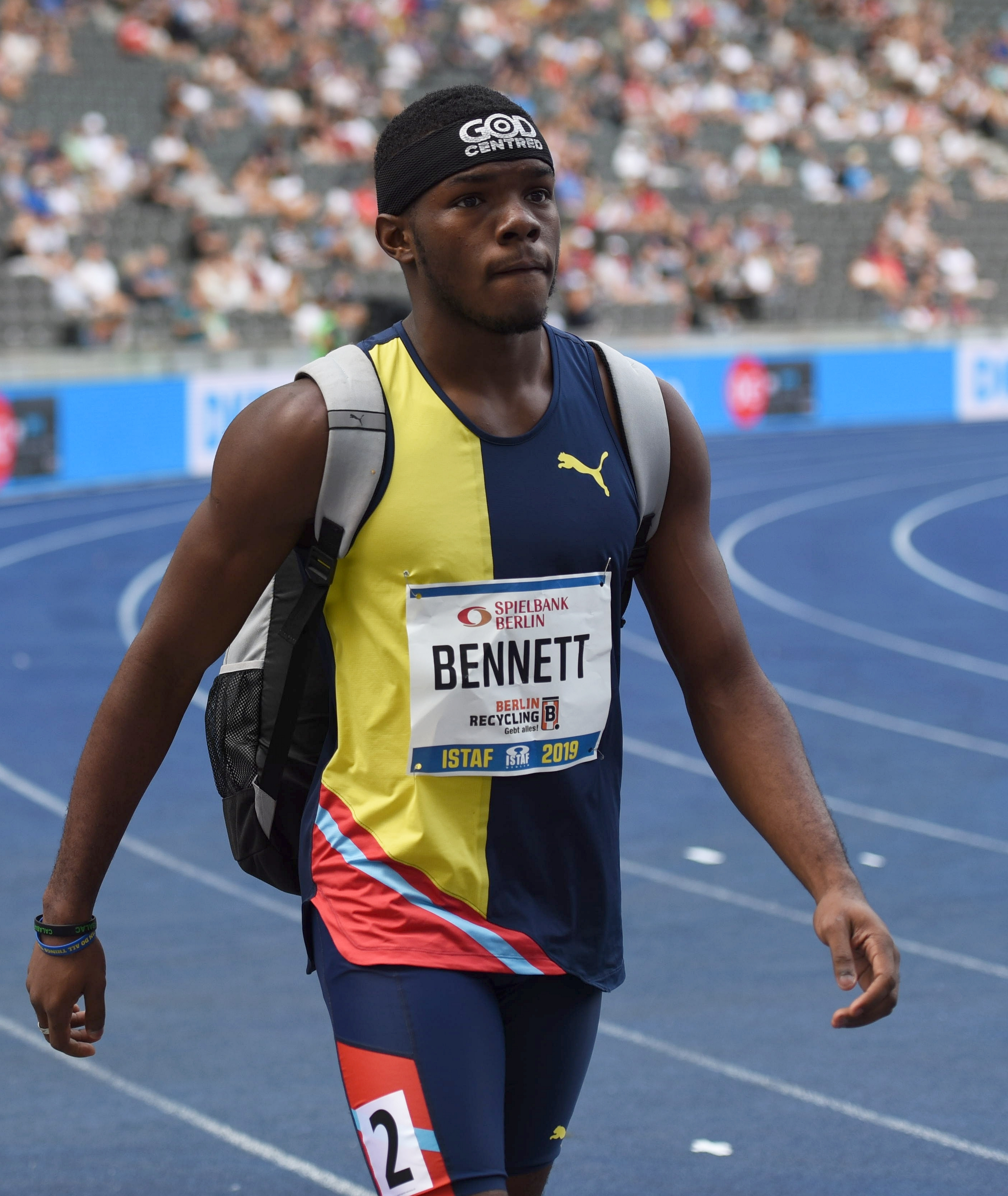
Orlando Bennett – ausgeschieden als Sechster des ersten Halbfinals

17. Juli 2022, 17:05 Uhr Ortszeit (18. Juli 2022, 2:05 Uhr MESZ)

Wind: −0,6 m/s
| Platz | Name            | Nation         | Zeit (s) |
| ----- | --------------- | -------------- | -------- |
| 1     | Grant Holloway  | USA            | 13,01    |
| 2     | Joshua Zeller   | Großbritannien | 13,31    |
| 3     | Amine Bouanani  | Algerien       | 13,37 NR |
| 4     | Rafael Pereira  | Brasilien      | 13,46    |
| 5     | Sasha Zhoya     | Frankreich     | 13,47    |
| 6     | Orlando Bennett | Jamaika        | 13,67    |
| 7     | Jason Joseph    | Schweiz        | 13,67    |
| 8     | Shuhei Ishikawa | Japan          | 13,68    |

### Halbfinallauf 2

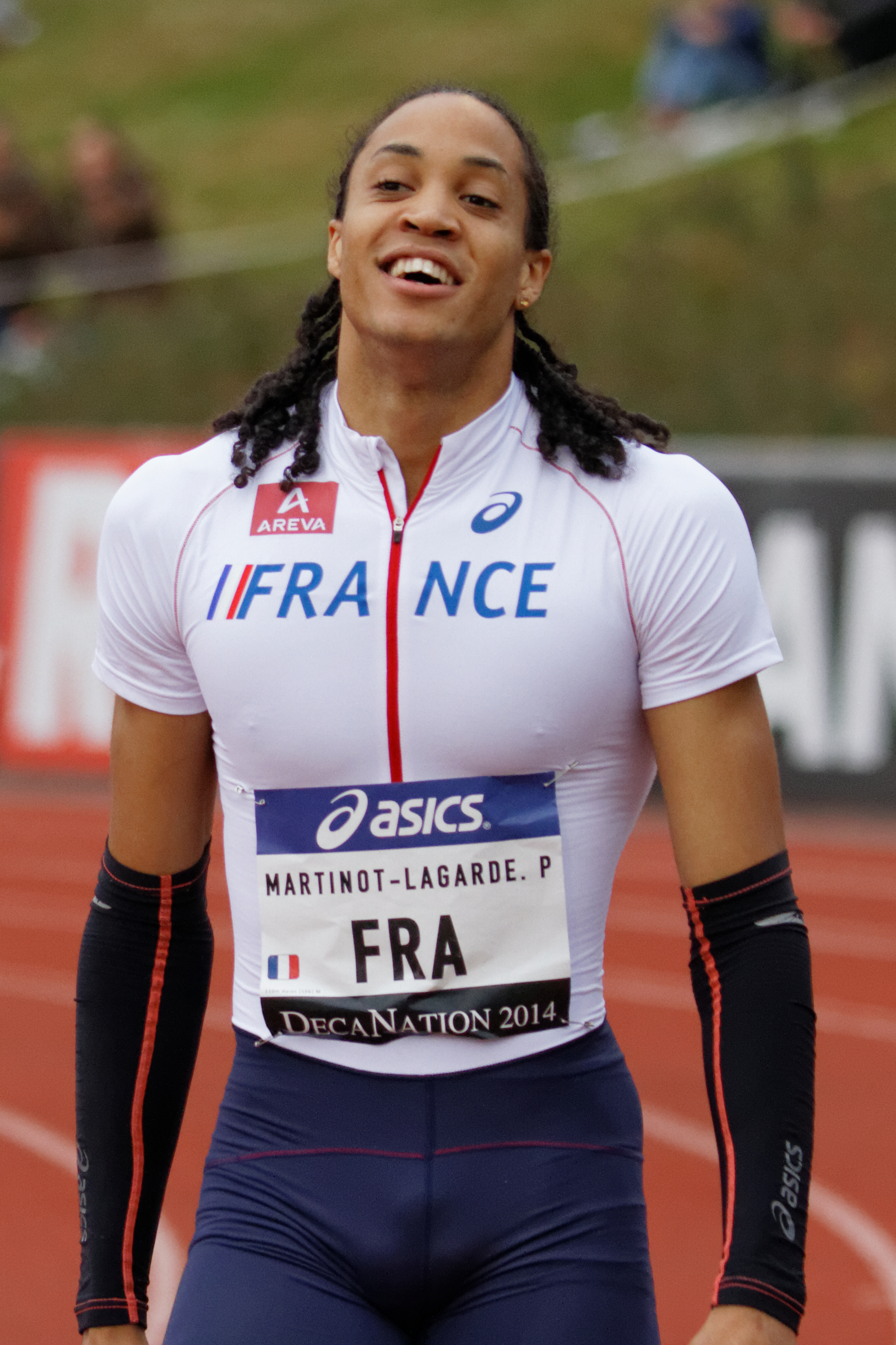
Pascal Martinot-Lagarde – ausgeschieden als Vierter des zweiten Halbfinals
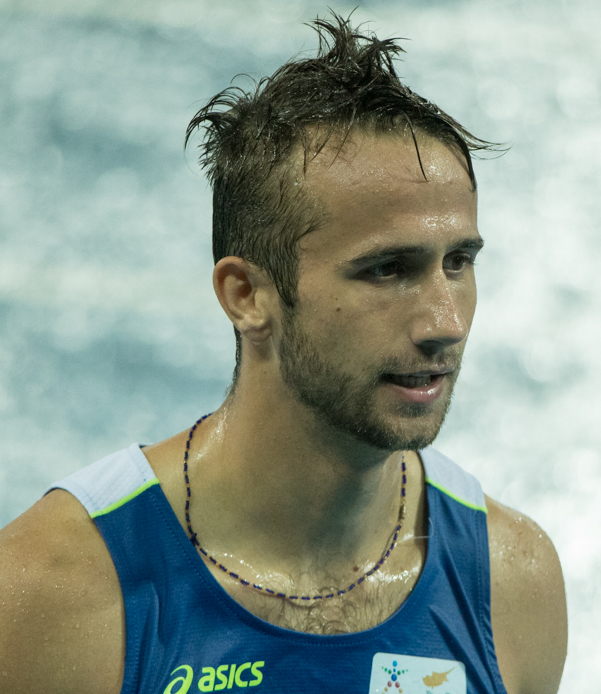
Milan Traikovits – ausgeschieden als Sechster des zweiten Halbfinals

17. Juli 2022, 17:13 Uhr Ortszeit (18. Juli 2022, 2:13 Uhr MESZ)

Wind: +0,3 m/s
| Platz | Name                    | Nation         | Zeit (s) |
| ----- | ----------------------- | -------------- | -------- |
| 1     | Trey Cunningham         | USA            | 13,07    |
| 2     | Asier Martínez          | Spanien        | 13,26    |
| 3     | Rasheed Broadbell       | Jamaika        | 13,27    |
| 4     | Pascal Martinot-Lagarde | Frankreich     | 13,40    |
| 5     | Shunsuke Izumiya        | Japan          | 13,42    |
| 6     | Milan Traikovits        | Zypern         | 13,49    |
| 7     | David King              | Großbritannien | 13,51    |
| 8     | Eduardo Rodrigues       | Brasilien      | 13,62    |

### Halbfinallauf 3

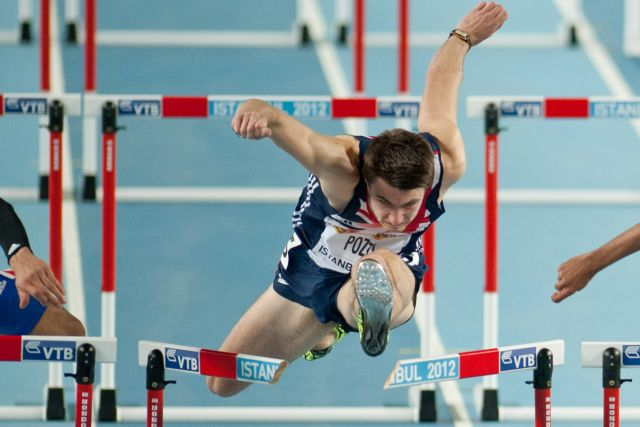
Andrew Pozzi – ausgeschieden als Sechster des dritten Halbfinals
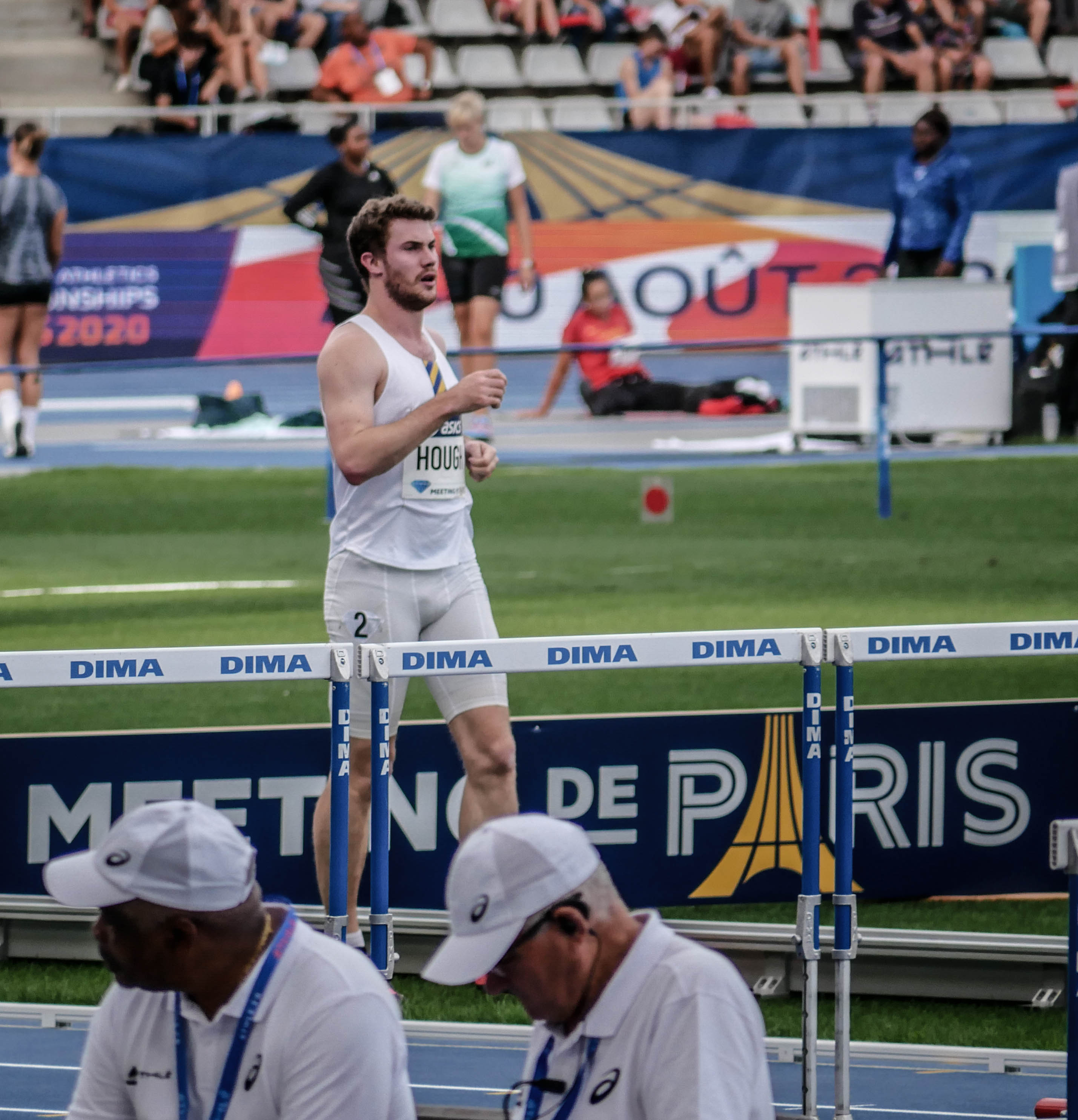
Nicholas Hough – ausgeschieden als Siebter des dritten Halbfinals

17. Juli 2022, 17:21 Uhr Ortszeit (18. Juli 2022, 2:21 Uhr MESZ)

Wind: +2,5 m/s
| Platz | Name              | Nation         | Zeit (s) |
| ----- | ----------------- | -------------- | -------- |
| 1     | Hansle Parchment  | Jamaika        | 13,02    |
| 2     | Devon Allen       | USA            | 13,09    |
| 3     | Shane Brathwaite  | Barbados       | 13,21    |
| 4     | Damian Czykier    | Polen          | 13,22    |
| 5     | Just Kwaou-Mathey | Frankreich     | 13,25    |
| 6     | Andrew Pozzi      | Großbritannien | 13,35    |
| 7     | Nicholas Hough    | Australien     | 13,42    |
| 8     | Enrique Llopis    | Spanien        | 13,44    |

## Finale

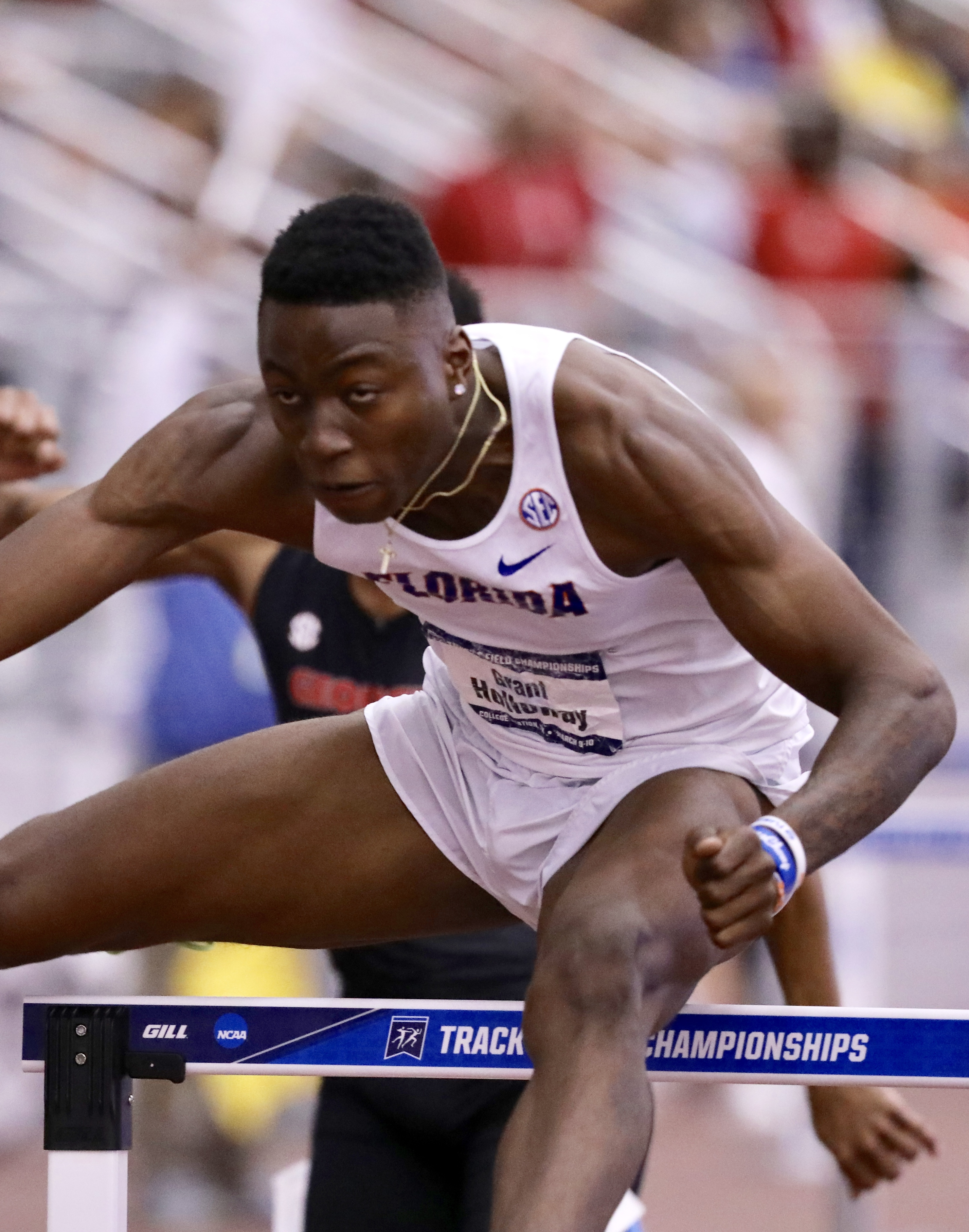
Grant Holloway verteidigte seinen Titel erfolgreich

17. Juli 2022, 19:30 Uhr Ortszeit (18. Juli 2022, 4:30 Uhr MESZ)

Wind: +1,2 m/s
| Platz | Name             | Nation         | Zeit (s)                                  |
| ----- | ---------------- | -------------- | ----------------------------------------- |
| 1     | Grant Holloway   | USA            | 13,03                                     |
| 2     | Trey Cunningham  | USA            | 13,08                                     |
| 3     | Asier Martínez   | Spanien        | 13,17                                     |
| 4     | Damian Czykier   | Polen          | 13,32                                     |
| 5     | Joshua Zeller    | Großbritannien | 13,33                                     |
| DSQ   | Shane Brathwaite | Barbados       | IWR 168, TR22.6 – Regelverstoß Hürdenlauf |
| DSQ   | Devon Allen      | USA            | IWR 162, TR16.8 – Fehlstart               |
| DNS   | Hansle Parchment | Jamaika        |                                           |

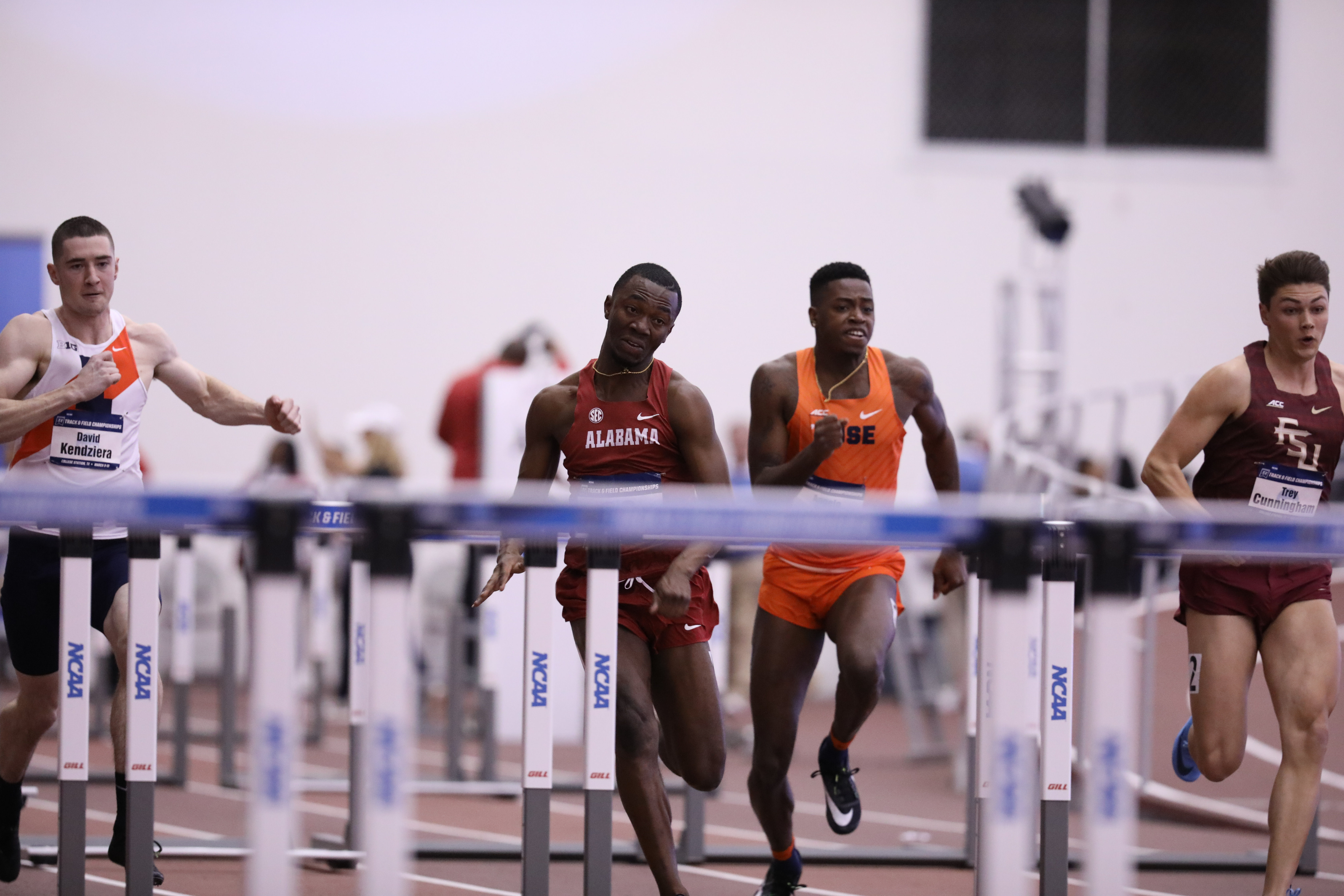
Trey Cunningham (ganz rechts) wurde Vizeweltmeister
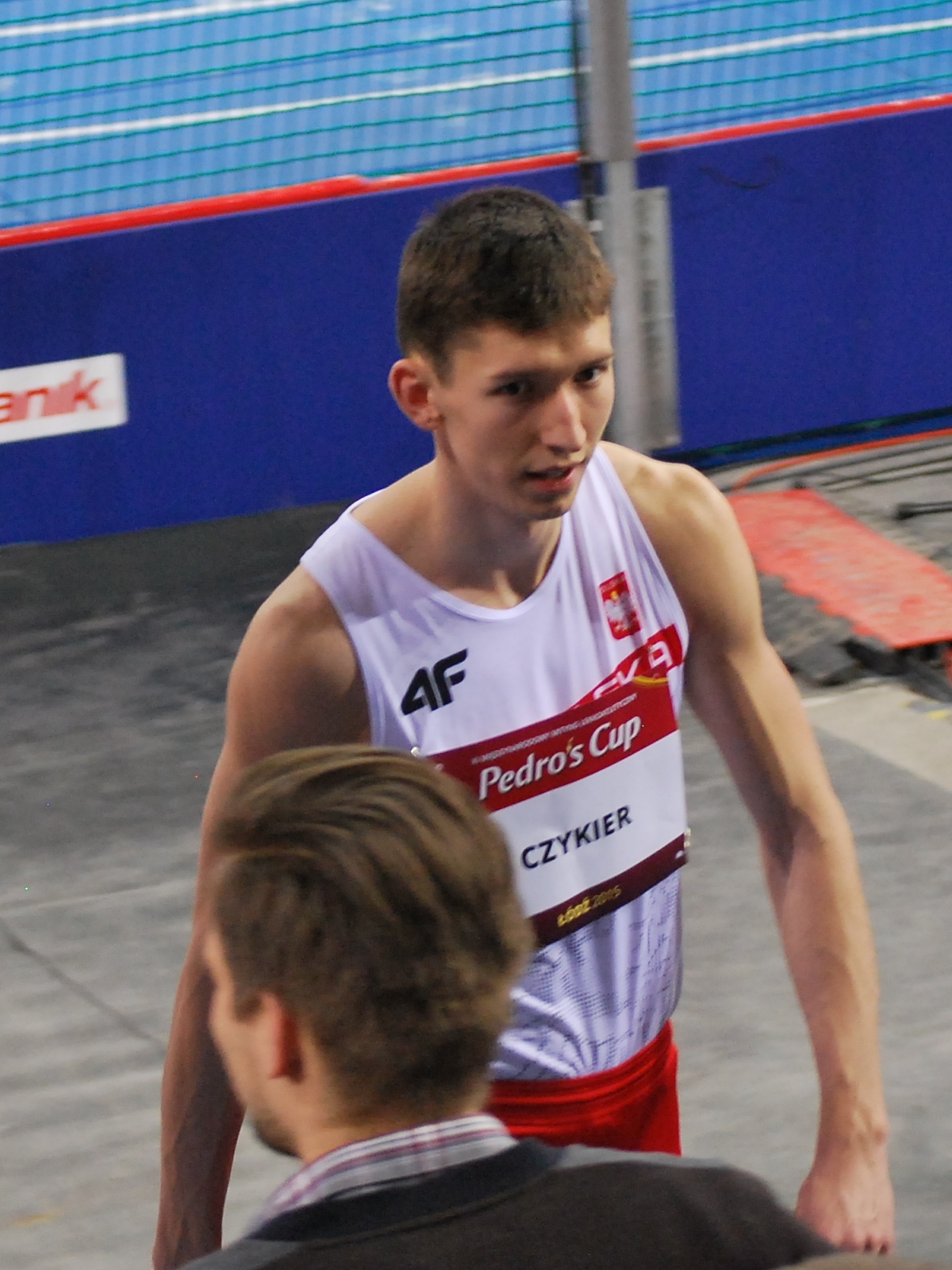
Rang vier für Damian Czykier

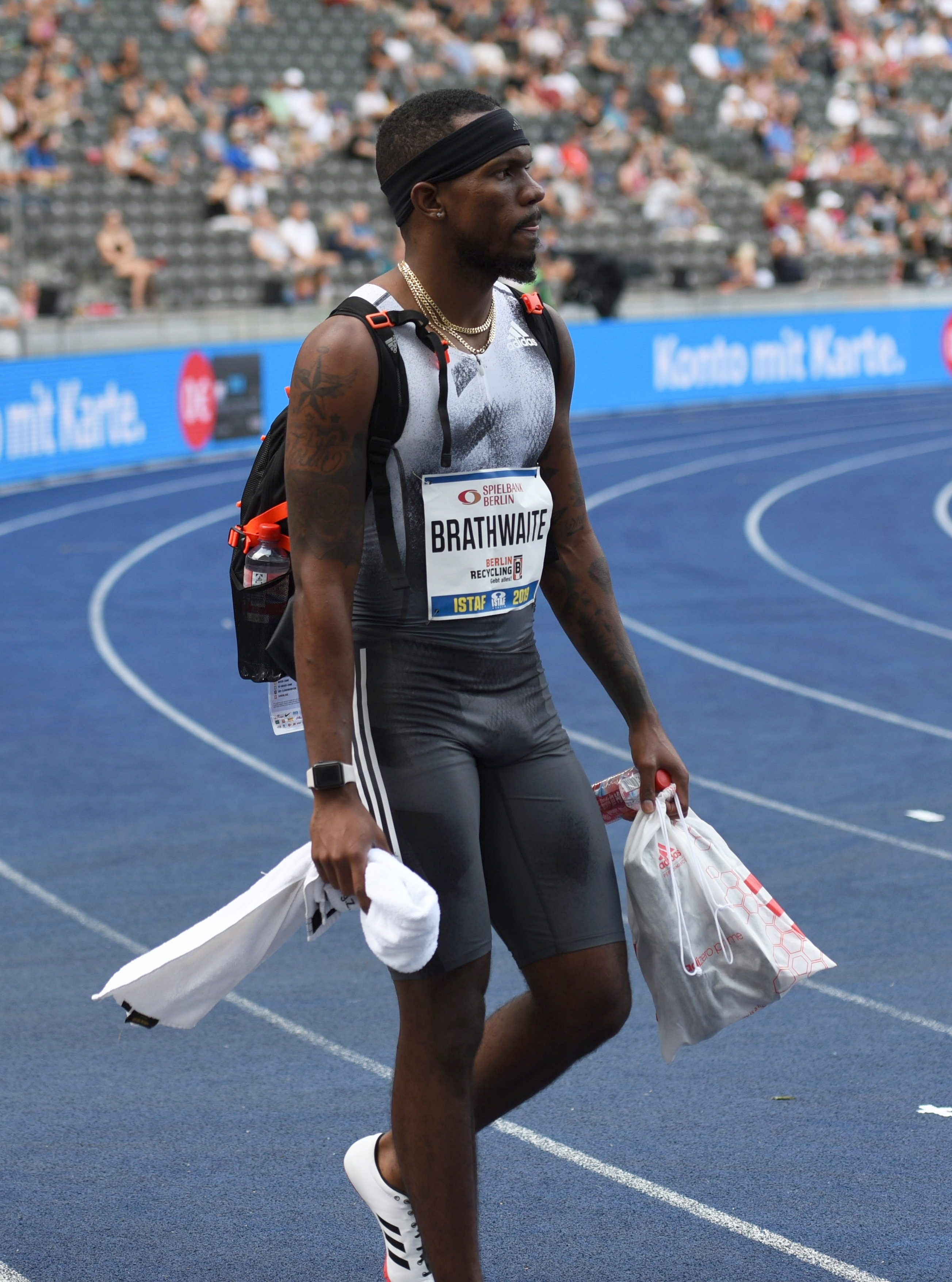
Shane Brathwaite wurde wegen eines Regelverstoßes disqualifiziert
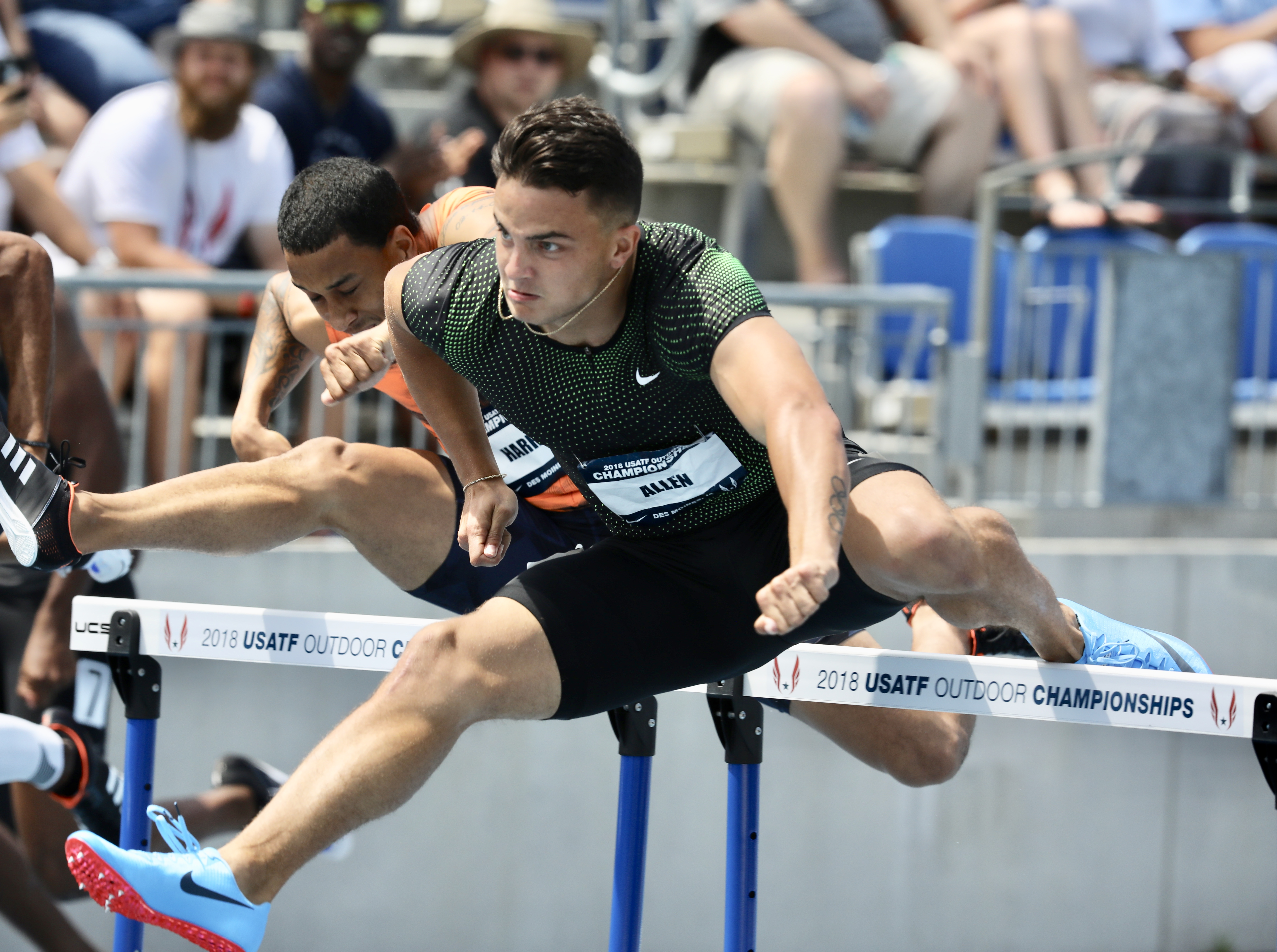
Devon Allen – disqualifiziert nach Fehlstart
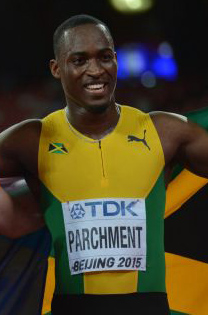
Der aktuelle Olympiasieger Hansle Parchment trat zum Finale nicht an

## Video
- Women's 400m Hurdles Final - World Record | World Athletics Championships Doha 2022, youtube.com, abgerufen am 5. August 2022

- Holloway defends world title and leads USA 1-2 in 110m hurdles, youtube.com, abgerufen am 7. August 2022